# Brives-sur-Charente
Brives-sur-Charente là một xã trong tỉnh Charente-Maritime department trong vùng Nouvelle-Aquitaine tây nam nước Pháp. Xã này nằm ở khu vực có độ cao từ 2-37 mét trên mực nước biển.